# محسن حسيني
محسن حسيني (9 فبراير 1985 بتبريز في إيران - ) هو لاعب كرة قدم إيراني في مركز الدفاع. لعب مع نادي تراكتور سازي ونادي غسترش فولاد ونادي نساجي مازندران.

## وصلات خارجية
- محسن حسيني على موقع قاعدة بيانات كرة القدم.إي يو (الإنجليزية)